# Wesenberg (Schleswig-Holstein)
Wesenberg è un comune di 1 688 abitanti dello Schleswig-Holstein, in Germania.
Appartiene al circondario (Kreis) di Stormarn (targa OD) ed è parte della comunità amministrativa (Amt) di Nordstormarn.